# سان موريتز
|                       |                           |
| شعار المدينة          | موقع سان موريتز في سويسرا |
|                       |                           |
| معلومات إداريّة        |                           |
| الاسم الرسمي          | سان موريتز                |
| الدولة                | سويسرا                    |
| المقاطعة              | كانتون غراوبوندن          |
| عمدة المدينة          | بيتر بارث                 |
| إحصائيّات أساسية       |                           |
| المساحة               | 28,69 كم²                 |
| إجمالي السكان         | 5175 نسمة (تعداد 2009)    |
| الكثافة السكانية      | 180,4 نسمة/كم²            |
| الارتفاع عن سطح البحر | 1822 متر                  |
| معلومات أخرى          |                           |
| صفحة الإنترنت الرسمية | مدينة سان موريتز          |
| توقيت غرينيتش         | UTC                       |

سان موريتز هي بلدية سويسرية تقع في مقاطعة كانتون غراوبوندن في منطقة مالوجا.

## المناخ
يظهر الجدول التالي التغييرات المناخية على مدار السنة لسان موريتز:
| البيانات المناخية لـسان موريتز | البيانات المناخية لـسان موريتز | البيانات المناخية لـسان موريتز | البيانات المناخية لـسان موريتز | البيانات المناخية لـسان موريتز | البيانات المناخية لـسان موريتز | البيانات المناخية لـسان موريتز | البيانات المناخية لـسان موريتز | البيانات المناخية لـسان موريتز | البيانات المناخية لـسان موريتز | البيانات المناخية لـسان موريتز | البيانات المناخية لـسان موريتز | البيانات المناخية لـسان موريتز | البيانات المناخية لـسان موريتز |
| الشهر | يناير                          | فبراير                         | مارس                           | أبريل                          | مايو                           | يونيو                          | يوليو                          | أغسطس                          | سبتمبر                         | أكتوبر                         | نوفمبر                         | ديسمبر                         | المعدل السنوي                  |
| --- | ------------------------------ | ------------------------------ | ------------------------------ | ------------------------------ | ------------------------------ | ------------------------------ | ------------------------------ | ------------------------------ | ------------------------------ | ------------------------------ | ------------------------------ | ------------------------------ | ------------------------------ |
| متوسط درجة الحرارة الكبرى °م (°ف) | −1.6 (29.1)                    | 0.5 (32.9)                     | 3.7 (38.7)                     | 7.4 (45.3)                     | 12.9 (55.2)                    | 16.4 (61.5)                    | 19.3 (66.7)                    | 18.7 (65.7)                    | 14.9 (58.8)                    | 10.9 (51.6)                    | 3.7 (38.7)                     | −1.2 (29.8)                    | 8.8 (47.8)                     |
| المتوسط اليومي °م (°ف) | −9.1 (15.6)                    | −7.8 (18.0)                    | −2.8 (27.0)                    | 1.6 (34.9)                     | 6.6 (43.9)                     | 9.9 (49.8)                     | 12.2 (54.0)                    | 11.5 (52.7)                    | 7.9 (46.2)                     | 3.8 (38.8)                     | −2.7 (27.1)                    | −7.5 (18.5)                    | 2.0 (35.6)                     |
| متوسط درجة الحرارة الصغرى °م (°ف) | −16.3 (2.7)                    | −16.4 (2.5)                    | −10.4 (13.3)                   | −4.7 (23.5)                    | −0.1 (31.8)                    | 2.5 (36.5)                     | 4.3 (39.7)                     | 4.0 (39.2)                     | 1.0 (33.8)                     | −2.9 (26.8)                    | −8.9 (16.0)                    | −13.8 (7.2)                    | −5.1 (22.8)                    |
| الهطول مم (إنش) | 28 (1.1)                       | 20 (0.8)                       | 26 (1.0)                       | 39 (1.5)                       | 78 (3.1)                       | 90 (3.5)                       | 93 (3.7)                       | 99 (3.9)                       | 73 (2.9)                       | 68 (2.7)                       | 61 (2.4)                       | 36 (1.4)                       | 713 (28.1)                     |
| متوسط تساقط الثلوج سم (إنش) | 51.8 (20.4)                    | 38.9 (15.3)                    | 32.5 (12.8)                    | 23.5 (9.3)                     | 6.3 (2.5)                      | 0.6 (0.2)                      | 0.3 (0.1)                      | 0.3 (0.1)                      | 1.2 (0.5)                      | 8.1 (3.2)                      | 40.8 (16.1)                    | 49.9 (19.6)                    | 254.2 (100.1)                  |
| متوسط أيام هطول الأمطار (≥ 1.0 mm) | 5.3                            | 4.2                            | 4.8                            | 6.0                            | 9.3                            | 10.3                           | 10.0                           | 10.5                           | 7.8                            | 7.6                            | 7.0                            | 6.0                            | 88.8                           |
| متوسط الأيام المثلجة (≥ 1.0 cm) | 9.1                            | 7.4                            | 7.6                            | 5.8                            | 1.5                            | 0.3                            | 0.1                            | 0.1                            | 0.6                            | 2.0                            | 6.8                            | 9.1                            | 50.4                           |
| متوسط الرطوبة النسبية (%) | 77                             | 73                             | 70                             | 69                             | 69                             | 69                             | 70                             | 73                             | 74                             | 75                             | 77                             | 79                             | 73                             |
| ساعات سطوع الشمس الشهرية | 117                            | 122                            | 140                            | 138                            | 158                            | 176                            | 200                            | 180                            | 154                            | 140                            | 106                            | 103                            | 1٬733                          |
| نسبة وصول أشعة الشمس | 58                             | 58                             | 53                             | 47                             | 46                             | 49                             | 57                             | 57                             | 58                             | 58                             | 52                             | 53                             | 53                             |
| المصدر: MeteoSchweiz <ref name='MeteoSchweiz'>"Climate normals Samedan (Reference period 1981−2010)". سان موريتز: Swiss Federal Office of Meteorology and Climatology, MeteoSwiss. أبريل 2016. مؤرشف من الأصل في 2016-08-15. {{استشهاد ويب}}: الوسيط غير المعروف \|width= تم تجاهله (مساعدة) |                                |                                |                                |                                |                                |                                |                                |                                |                                |                                |                                |                                |                                |

## توأمة
لسان موريتز اتفاقيات توأمة مع كل من:
- باريلوتشي
- كوتشان [الإنجليزية]‏
- فيل
- زخرون يعكوف
- Westerland, Germany [الإنجليزية]‏

## أعلام
- أنطون بون
- ريتشارد بارك
- ويليام هنري شامبرلن
- أوتو ويبر
- ماتيو باديلاتي